# Đorđe Balašević
Đorđe Balašević (en cirílico serbio: Ђорђе Балашевић; Novi Sad, 11 de mayo de 1953-Novi Sad, 19 de febrero de 2021) fue un cantante y compositor serbio y yugoslavo.
Balašević comenzó su carrera en 1977 como miembro de la banda de pop-rock Žetva, antes de dejarlo para formar su propia banda Rani Mraz. Después de lanzar dos álbumes, Rani Mraz se disolvió y Balašević comenzó una exitosa carrera en solitario, que se extendió hasta su muerte. Si bien sus trabajos iniciales estaban principalmente orientados al pop rock, en su carrera posterior a menudo usó elementos de rock, chanson y música folclórica, y se lo entiende mejor como una versión de un músico country folk, mientras que sus letras a menudo tratan temas románticos, burlescos o temas políticos y sociales.

## Infancia y juventud
Balašević nació de padre serbio, Jovan, y de una madre mitad húngara y mitad croata llamada Veronika Dolenecde en Rasinja, cerca de Koprivnica, Croacia. Tenía una hermana, Jasna. El apellido de su abuelo era Balaš, pero durante la Segunda Guerra Mundial su abuelo lo cambió a Balašević por temor a ser magiarizado.
El joven Balašević creció en la calle Jovan Cvijić en Novi Sad, en la misma casa donde vivió hasta su muerte. Comenzó a escribir poesía en la escuela primaria. Dejó la escuela secundaria en el tercer año, pero logró obtener un diploma de escuela secundaria como estudiante por correspondencia y aprobó el examen preliminar para el estudio universitario de geografía. Nunca se graduó de la universidad, sino que decidió seguir una carrera musical y en 1977 se unió a la banda Žetva (Harvest).

## Carrera musical

### Carrera temprana: Žetva y Rani Mraz
Después de que Balašević se uniera al grupo, Žetva grabó un sencillo exitoso y humorístico orientado al tango "U razdeljak te ljubim" (Pongo un beso en tu despedida), que se vendió en más de 180.000 copias. En 1978, dejó Žetva y, junto con Verica Todorović, formó la banda Rani Mraz. La banda hizo su debut en el festival de música de 1978 en Opatija con la canción "Moja prva ljubav" (Mi primer amor). Durante 1978, los exmiembros de Suncokret Biljana Krstić y Bora Đorđević se unieron a la banda (formando la alineación más famosa de Rani Mraz), y juntos grabaron "Računajte na nas" (Count on Us), escrita por Balašević, una canción que celebró la adopción de la revolución comunista por parte de los jóvenes. La canción se hizo popular tanto entre las autoridades comunistas como entre el pueblo, convirtiéndose en un himno de la juventud yugoslava. Después de solo unos meses de cooperación, Verica Todorović y Bora Đorđević dejaron la banda (Đorđević formando su famosa banda de hard rock Riblja Čorba). Biljana Krstić y Balašević luego grabaron el primer álbum de Rani Mraz, Mojoj mami umesto maturske slike u izlogu (To my Mom en lugar de Prom Photo in the Shop-Window) con la ayuda de músicos de estudio.
En el Festival de Split de 1979, Balašević ganó el primer premio con el sencillo "Panonski mornar" (Marinero de Panonia). Unos meses más tarde, Rani Mraz vendió las entradas del Dom Sindikata Hall de Belgrado ocho veces seguidas. En 1980, Balašević sirvió en el Ejército Popular Yugoslavo en Zagreb y Požarevac, donde tuvo un papel en el programa de televisión Vojnici (Soldados), pero también encontró tiempo para escribir la canción "Zbog tebe" (Por ti) para Zdravko Čolić y la letra de varias canciones grabadas en el álbum de Srebrna krila Ja sam samo jedan od mnogih s gitarom (Solo soy uno de muchos con una guitarra).
A finales de 1980, Balašević y Krstić lanzaron su segundo y último álbum bajo el nombre de Rani Mraz, con un título simbólico Odlazi cirkus (El circo se va). El álbum reafirmó el estatus de Balašević y entregó varias canciones exitosas, una de ellas es "Priča o Vasi Ladačkom" (Historia de Vasa Ladački) que se convirtió en una de las canciones más emblemáticas de Balašević. Sin embargo, Rani Mraz se disolvió oficialmente después de eso.

### Carrera en solitario

#### Década de 1980
Balašević comenzó su carrera en solitario en 1982 con el álbum Pub (Jack) que fue bien recibido, trayendo éxitos "Boža zvani Pub" (Boža conocido como Jack), "Pesma o jednom petlu" (La canción sobre un gallo), "Lepa protina kći" (Hija hermosa del arcipreste) y "Ratnik paorskog srca" (Guerrero con corazón de campesino). El álbum fue producido por Josip Boček, quien también produciría los siguientes dos lanzamientos de Balašević. Poco después, Balašević tuvo un papel en la serie de televisión Pop Ćira i pop Spira (Priest Ćira y Priest Spira), grabada después de la novela del mismo título de Stevan Sremac. Pasó el invierno de 1982-1983 en una gira, durante la cual agotó las entradas de la sala Sava Centar de Belgrado por primera vez. Sus conciertos en el Sava Center se convertirían en su marca registrada en los años siguientes. En ese momento, escribió la canción "Hej, čarobnjaci, svi su vam đaci" (Hey, magos, todos pueden aprender de ti) para el club de fútbol Estrella Roja de Belgrado.
En diciembre de 1983, Balašević lanzó el álbum Celovečernji the Kid (Wholevening the Kid), que incluía éxitos "Svirajte mi 'Jesen stiže, dunjo moja'" (Play 'Autumn Is Coming, My Dear' to Me), "Neko to od gore vidi sve "(Alguien de arriba lo mira todo)," Blues mutne vode "(Muddy Water Blues)," Lunjo "(Hey, Tramp) y" Don Francisco Long Play". El siguiente álbum, 003, fue lanzado en 1985, y trajo éxitos "Slovenska" (La canción eslava), "Al 'se nekad dobro jelo" (Back Then Eating Was Good), "Badnje veče" (Christmas Eve) y "Olivera".
En 1986, Balašević lanzó el álbum Bezdan (Abyss), que trajo éxitos "Ne lomite mi bagrenje" (Don't Break My Locust Trees), "Bezdan" y "Ne volim januar" (I Don't Like January). El disco fue producido por Đorđe Petrović y los arreglos fueron realizados por Aleksandar Dujin. Esos dos serían los socios clave de Balašević en los años siguientes. Se convirtieron en la columna vertebral de la banda de apoyo de Balašević, apodada The Unfuckables.
En 1987, Balašević lanzó su primer álbum en vivo, el álbum doble U tvojim molitvama - Balade (In Your Prayers - Ballads). El álbum fue grabado durante 1986 y 1987 en sus conciertos en Zetra Hall en Sarajevo, Ledena dvorana y Šalata en Zagreb, Sava Centar en Belgrado y Studio M en Novi Sad. El álbum incluía un sencillo de regalo de 7 pulgadas con temas inéditos "1987" y "Poluuspavanka" (Half-Lullaby). El álbum también contó con la pista no grabada anteriormente "Samo da rata ne bude" (Sólo puede que no haya guerra) que fue grabado en vivo con un gran coro de niños. El 19 de julio de 1987, Balašević, junto a Parni Valjak, Leb i sol y Riblja Čorba, actuaron en el Stadion Maksimir de Zagreb en la ceremonia de clausura de la Universiada de Verano de 1987.
El siguiente álbum de estudio de Balašević, Panta Rei, lanzado en 1988. La canción "Requiem" fue dedicada al fallecido Josip Broz Tito, mientras que la sátira "Soliter" (rascacielos) caricaturiza a Yugoslavia como un edificio en el que sólo se mantiene la fachada mientras los cimientos se deslizan. El sonido del blues estuvo presente en las canciones "Neki se rode kraj vode" (Algunos nacieron junto al agua) y "Nemam ništa s tim" (No tengo nada que ver con eso). El siguiente álbum de Balašević, Tri posleratna druga (Tres amigos de la posguerra), se subtituló Muzika iz istoimenog romana (Música de la novela del mismo nombre), en referencia a su novela Tri posleratna druga. El álbum fue grabado por Dujin, el bajista Aleksandar Kravić y dos músicos de Rijeka, el guitarrista Elvis Stanić (ex Linija 23, Denis & Denis y miembro de Dr Doktor) y el baterista Tonči Grabušić. El álbum incluía éxitos de radio "Kad odem" (When I'm Gone) "D-moll" (Re menor), "Ćaletova pesma" (Canción de papá), "Saputnik" (Compañero de viaje), "O. Bože" (Oh Dios), y popular orientada al uso cómodo "Devojka sa CARDAS nogama" (Una chica con Csárdás piernas). La canción "Sugar Rap" presentaba un sonido de rap caricaturizado.

#### Década de 1990
El álbum Marim ja. . . (Me importa…) fue lanzado en 1991. Además de los antiguos socios de Balašević, el álbum presentaba a Davor Rodik (guitarra de pedal), Nenad Jazunović (percusión) y Josip "Kiki" Kovač (violín). Las canciones "Nevernik" (The Unbeliever), "Ringišpil" (Carousel), "Divlji badem" (Wild Almond) fueron los mayores éxitos del álbum.
Cuando estallaron las guerras yugoslavas, Balašević se vio obligado a dejar de colaborar con Stanić y Grabušić (los dos formando la banda de jazz rock Elvis Stanić Group). Balašević se retiró al aislamiento, en parte debido a sus actitudes contra la guerra. Su próximo álbum Jedan od onih života... (One of Those Lives...), lanzado en 1993, contó con Aleksandar Dujin al piano, Dušan Bezuha en la guitarra, Đorđe Petrović en los teclados, Aleksandar Kravić en el bajo, Josip Kovač en el saxofón y Dragoljub Đuričić (antes de YU grupa, Leb i Sol y Kerber) a la batería. Las canciones como "Krivi smo mi" (Es nuestra culpa) y "Čovek sa mesecom u očima" (El hombre con la luna en sus ojos) criticaron duramente y denunciaron la guerra en curso. Al mismo tiempo, se lanzó el álbum recopilatorio Najveći hitovi (Grandes éxitos), con canciones grabadas durante el período 1986-1991. Las canciones que aparecieron en la compilación fueron elegidas por el propio Balašević.
Después de un largo descanso, a principios de 1996, emitió Naposletku... (Después de todo...). Además de los antiguos socios de Balašević, el álbum presentaba al joven baterista Petar Radmilović. Na posletku... estaba principalmente orientado al folk rock. Casi todos los instrumentos del álbum son acústicos, el violín se está volviendo dominante y los instrumentos de viento de madera se utilizan mucho. En 1997, el álbum en vivo Da l 'je sve bilo samo fol?, grabado el 6 de diciembre de 1996 en un concierto en Maribor, se estrenó en Eslovenia.
El álbum Devedesete (años noventa), autoeditado por Balašević en la primavera de 2000, fue su álbum más involucrado políticamente. El álbum fue producido por Petrović y, junto a antiguos socios, contó con el saxofonista Gabor Bunford.

#### Década del 2000

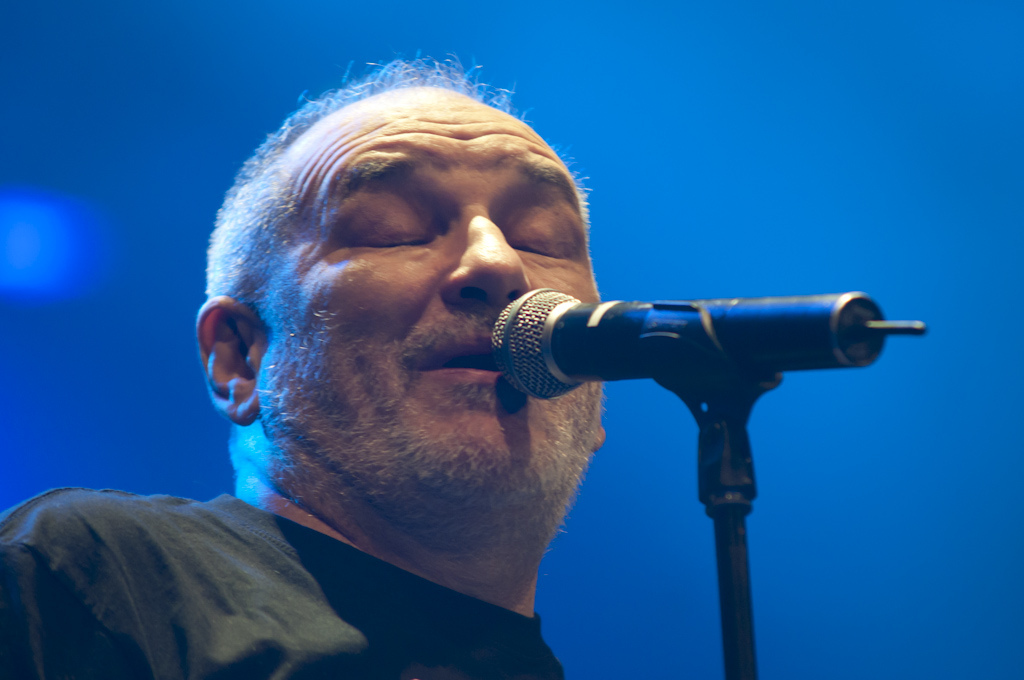
Balašević en Zagreb, 2010.

En 2001, Balašević lanzó el álbum Dnevnik starog momka (Diario de un viejo soltero). El álbum constaba de 12 canciones, cada una con un nombre femenino como título. Los títulos de las canciones forman el acróstico "Olja je najbolja" (Olja es la mejor), Olja es el apodo de la esposa de Balašević, Olivera Balašević. Balašević declaró en varias ocasiones que las chicas cuyas canciones fueron nombradas son pura ficción. En 2002, el álbum recopilatorio Ostaće okrugli trag na mestu šatre (Un rastro circular permanecerá en el lugar donde solía estar la tienda), llamado así por un verso de la canción "Odlazi cirkus". El álbum contó con la selección de canciones de la carrera en solitario de Balašević, con algunas de las canciones más antiguas pregrabadas.
Balašević lanzó las canciones que deberían haber sido la banda sonora de la película Goose Feather en el álbum Rani mraz. El subtítulo del álbum era Priča o Vasi Ladačkom... / Muzika iz nesnimljenog filma (Historia de Vasa Ladački... / Música de la película que no fue filmada). El álbum presentaba un sonido de folk rock similar al de Na posletku. El álbum contó con la regrabación "Priča o Vasi Ladačkom" y la pista instrumental basada en él, "Pričica o Vasi L." (Cuento corto sobre Vasa L.). El álbum también incluía la canción "Maliganska", que Balašević escribió al comienzo de su carrera y ofreció sin éxito a Zvonko Bogdan, y que fue lanzada anteriormente por la banda de pop rock/folk rock Apsolutno Romantično bajo el título Đoletova pesma (Canción de Đole). El álbum, junto a viejos asociados, presentaba a Zoran y Pera Alvirović (de Apsolutno Romantično), Andrej Maglovski (acordeón), Stevan Mošo (prim), Beni Ćibri (contrabajo), Agota Vitkai Kučera (soprano), St. George Choir y otros.

#### Década del 2010

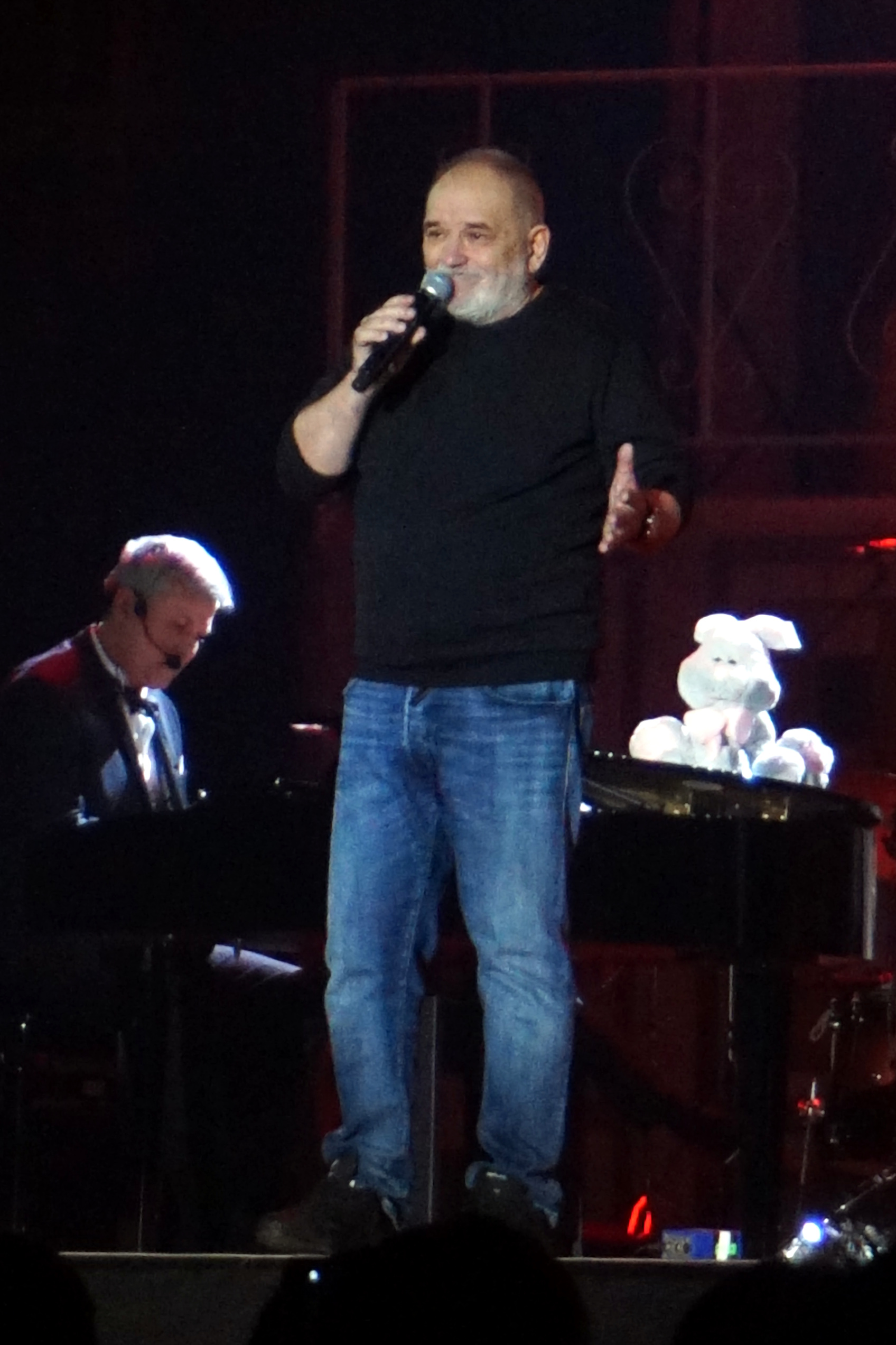
Balašević en 2017.

En 2010, Balašević dirigió la película Like An Early Frost (originalmente titulada Kao rani mraz), protagonizada por Daniel Kovačević, Rade Šerbedžija y la hija de Balašević, Jovana, basada en la canción "Priča o Vasi Ladačkom". La película recibió críticas en su mayoría negativas por parte de los críticos. En 2012, Balašević lanzó seis nuevas canciones entre las cuales: "Berba '59". (Cosecha del 59), "Ljubav ne pobeđuje" (El amor no gana) y "Osmeh se vratio u grad" (Sonrisa regresada a la ciudad). En 2015, Balašević lanzó una canción "Duet" dedicada a Kemal Monteno, quien había fallecido en enero de ese año. En 2016, Balašević lanzó una canción "Mala vidra sa Begeja" (Nutria pequeña del río Bega).

### Conciertos
Sus tradicionales conciertos de Año Nuevo en la sala Sava Center de Belgrado están tradicionalmente agotados. Agotó las entradas del Sava Center por primera vez en la temporada 1982/1983, comenzó sus conciertos regulares de Año Nuevo en 1986, y en las décadas de 1990 y 2000 estuvo actuando hasta 11 noches seguidas.

## Posturas políticas
Desde una de sus primeras canciones "Računajte na nas" (Cuenta con nosotros), Balašević ha estado involucrado políticamente. Junto con otro sencillo "Triput sam video Tita" (I Saw Tito Three Times), estas canciones resumieron su apoyo al yugoslavismo y al titoísmo. En 2018 comentó que "Yugoslavia no era buena, si era buena no se derrumbaría tan sangrientamente".
Durante la segunda mitad de la década de 1980, Balašević comenzó a criticar a las autoridades y, a principios de la década de 1990, sus canciones y discursos en el escenario mostraban desilusión y tristeza por el hecho de que el derramamiento de sangre era posible en la Yugoslavia que una vez admiró. Criticó abiertamente las formas emergentes de nacionalismo étnico en Serbia, Croacia, Bosnia y Eslovenia.
En los años de guerra que siguieron, Balašević tuvo serios problemas con el gobierno de Slobodan Milošević porque declaró abiertamente su oposición al mismo. En sus conciertos a menudo criticaba y se burlaba de Milošević y otros políticos serbios. En 1996, se convirtió en Embajador de Buena Voluntad del ACNUR por sus declaraciones contra la guerra durante las Guerras Yugoslavas y celebró el primer concierto de posguerra en Sarajevo como el primer artista serbio que visitaba Bosnia y Herzegovina devastada por la guerra.
En 2000, participó en manifestaciones durante y después de la caída de Slobodan Milošević. En 2006, después de que Montenegro declarara su independencia de la Unión Estatal de Serbia y Montenegro, Balašević envió una carta al entonces primer ministro de Montenegro, Milo Đukanović, en la que Balašević felicitó a Đukanović por la independencia de Montenegro. Votó por Boris Tadić en las elecciones presidenciales serbias de 2012.

## Vida personal
Balašević vivía en Novi Sad en la misma casa donde creció, con su esposa Olivera (nacida Savić en Zrenjanin), que era bailarina y miembro del equipo nacional de gimnasia, y sus tres hijos; hijas Jovana (actriz, nacida en 1980) y Jelena (nacida en 1984), y su hijo Aleksa (nacido en 1994). El 14 de noviembre de 2019, Balašević sufrió un infarto de miocardio del que se estaba recuperando hasta su muerte.
Siempre se declaró yugoslavo.
Balašević falleció el 19 de febrero de 2021 en Novi Sad a la edad de sesenta y siete años.

## Legado
El libro de 1998 YU 100: najbolji albumi jugoslovenske rok i pop muzike (YU 100: Los mejores álbumes de música pop y rock yugoslava) presenta dos álbumes en solitario de Đorđe Balašević, Bezdan (puesto número 25) y Pub (puesto número 66), y un álbum de Rani Mraz, Mojoj mami umesto maturske slike u izlogu (en el puesto 44).
En 2000, la canción "Slovenska" fue elegida como número 69 en la lista de las 100 mejores canciones de rock yugoslavo de todos los tiempos de Rock Express. En 2006, la canción "Priča o Vasi Ladačkom" fue elegida como número 13 en la lista de las 100 mejores canciones nacionales de B92. En 2011, la canción "Menuet" fue encuestada, por los oyentes de Radio 202, una de las 60 mejores canciones lanzadas por PGP-RTB / PGP-RTS durante los sesenta años de existencia del sello.
En 2007, veintiún bandas de la nativa Novi Sad de Balašević, incluidos Zbogom Brus Li, Pero Defformero, Super s Karamelom y otras, grabaron un álbum tributo a Balašević titulado Neki noviji klinci i... En 2012, el cantautor y exlíder de Azra Branimir "Johnny" Štulić lanzó una versión de "U razdeljak te ljubim" en su canal oficial de YouTube.
Incluso después de las guerras yugoslavas de la década de 1990, Balašević siguió siendo popular y apreciado no solo en Serbia sino en todas las antiguas repúblicas yugoslavas. La noticia de su muerte se difundió ampliamente en los medios de comunicación croatas y bosnios, y el portal web bosnio Klix.ba describió a Balašević como un intérprete "legendario" cuyas canciones podían "inspirar la emoción más profunda en una audiencia". En su ciudad natal de Novi Sad, cientos de personas se reunieron en el centro de la ciudad tras la noticia de su muerte.

## Discografía

### Con Rani Mraz
- Mojoj mami umesto maturske slike u izlogu (1979).[7]
- Odlazi cirkus (1980).[92]

### Solo
- Pub (1982).[16]
- Celovečernji The Kid (1983).[23]
- 003 (1985).[93]
- Bezdan (1986).[30]
- Panta Rei (1988).[94]
- Tri posleratna druga (1989).[95]
- Marim ja ... (1991).[96]
- Jedan od onih života ... (1993).[97]
- Naposletku ... (1996).[98]
- Devedesete (2000).[99]
- Dnevnik starog momka (2001).[100]
- Rani mraz (2004).[101]